# Schädelkalotte

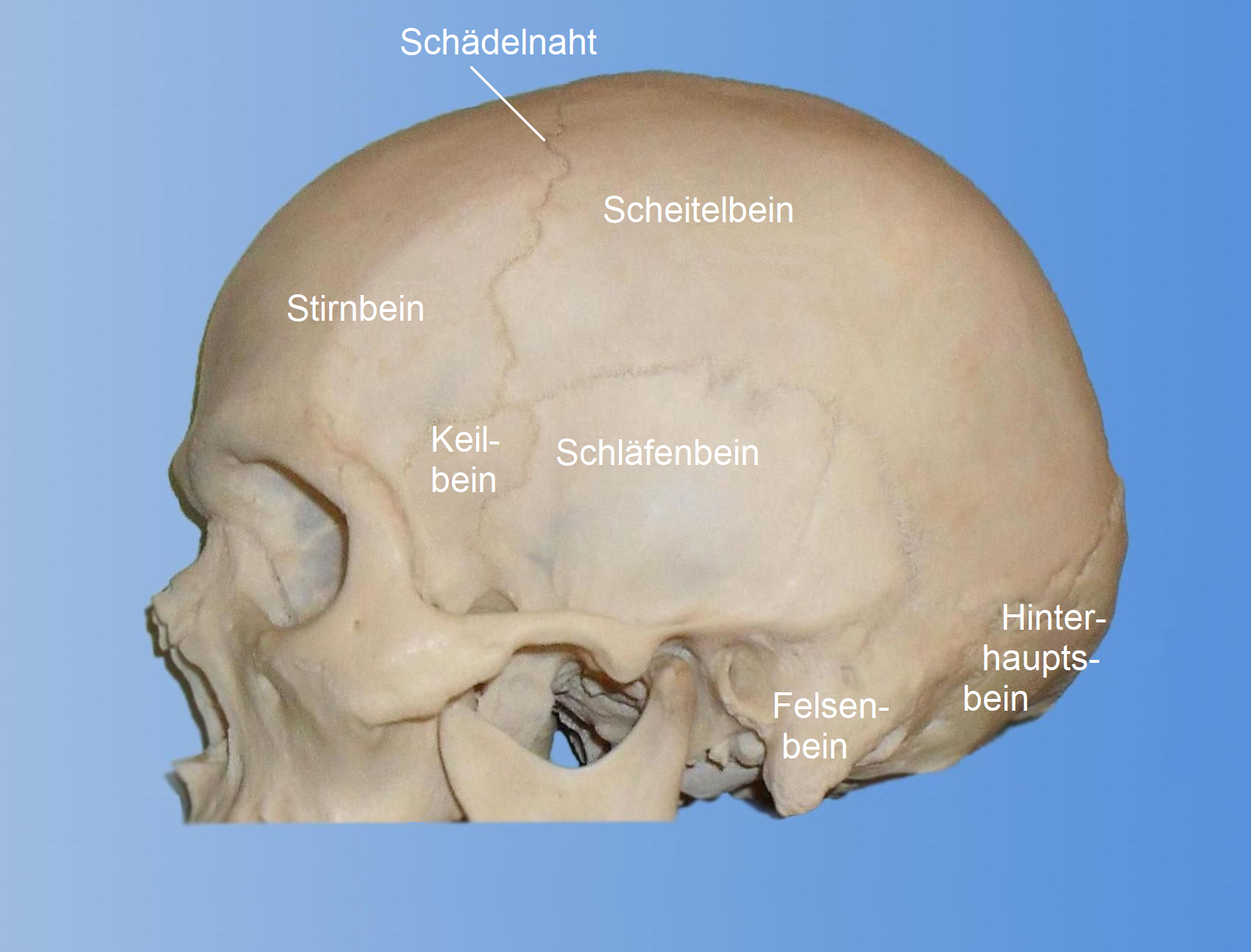
Knochen der Schädelkalotte,
von links nach rechts:
Stirnbein, Scheitelbein, Hinterhauptbein

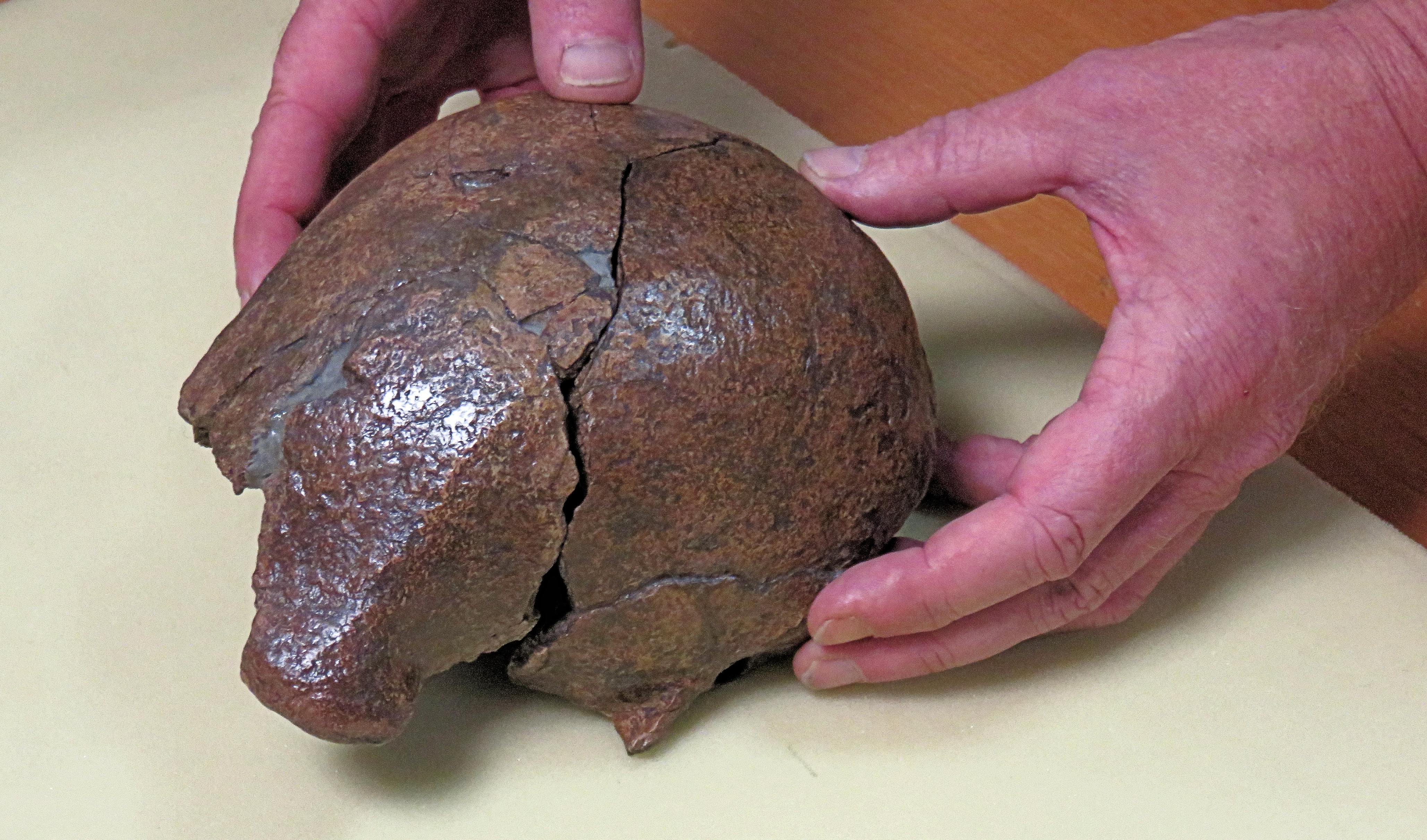
Blick von vorne auf die fossile Schädelkalotte Sangiran II (Original) von Homo erectus

Als Schädelkalotte (auch Hirnschale, Schädeldach und Schädeldecke; lateinisch Calvaria), kurz auch Kalotte, wird das knöcherne Dach des Schädels bezeichnet. Es ist aus platten Knochen (Ossa plana) aufgebaut, die durch bindegewebige Nähte (Suturen) miteinander verbunden sind.

## Anatomie
Die Schädelkalotte bildet mit ihren Ossa plana einen Schutz für das im Inneren befindliche Gehirn. Sie besteht vor allem aus Anteilen der folgenden Knochen:
- Stirnbein (Os frontale)
- Scheitelbein (Os parietale)
- Hinterhauptbein (Os occipitale)
- Keilbein und Schläfenbein / Felsenbein gehören zum größeren (unteren) Teil zur Schädelbasis

Die Knochen stehen über Suturen miteinander in Verbindung und schließen bei Kindern die beiden Fontanellen ein.
Die Schädelkalotte besteht wie andere Knochen auch aus drei Schichten:
- Tabula externa (äußere Compacta)
- Diploë (Spongiosa)
- Tabula interna (innere Compacta)

## Belege
1. ↑  Theodor Heinrich Schiebler (Hrsg.): Lehrbuch der gesamten Anatomie des Menschen. Cytologie, Histologie, Entwicklungsgeschichte, Makroskopische und Mikroskopische Anatomie. 3. Auflage. Springer-Verlag, Berlin/Heidelberg/New York/Tokyo 1983, ISBN 3-540-12400-4, S. 344 f. (Calvaria, Schädeldach, Kalotte).
2. ↑  Aufbau des Schädels. Auf: kenhub.com, einem Onlineprojekt von FU Berlin, Hochschule Fresenius und dem Anschutz Medical Campus der University of Colorado
3. ↑  Theodor Heinrich Schiebler (Hrsg.): Lehrbuch der gesamten Anatomie des Menschen. Cytologie, Histologie, Entwicklungsgeschichte, Makroskopische und Mikroskopische Anatomie. 1983, S. 345.